# Coniophanes piceivittis
Coniophanes piceivittis är en ormart som beskrevs av Cope 1869. Coniophanes piceivittis ingår i släktet Coniophanes och familjen snokar.
Arten förekommer från delstaten Tamaulipas i Mexiko till Costa Rica. Den lever i låglandet och i bergstrakter upp till 1000 meter över havet. Habitatet varierar mellan tropiska skogar som kan vara städsegröna eller lövfällande samt savanner. Coniophanes piceivittis kan anpassa sig till måttlig förändrade skogar. Honor lägger ägg.
För beståndet är inga hot kända och populationen anses vara stabil. IUCN kategoriserar arten globalt som livskraftig.

## Underarter
Arten delas in i följande underarter:
- C. p. frangivirgatus
- C. p. piceivittis
- C. p. taylori